# Roger García
Roger García Junyent (ur. 15 grudnia 1976 w Sabadell) – piłkarz hiszpański grający na pozycji lewego pomocnika.

## Kariera klubowa
Roger jest wychowankiem FC Barcelona. Jeszcze jako nastolatek trafił do tego klubu i występował w zespołach FC Barcelona C, a potem FC Barcelona B. W 1994 roku awansował do kadry pierwszego zespołu i 6 maja 1995 zadebiutował w lidze za trenerskiej kadencji Johana Cruyffa meczem z Deportivo La Coruna (1:1). W pierwszym sezonie zagrał tylko w 5 meczach ligowych, ale w kolejnym był już podstawowym zawodnikiem zespołu i zdobył nawet 5 goli w lidze. Swój pierwszy sukces z "Barcą" Roger osiągnął w 1997 roku, gdy już pod wodzą Bobby'ego Robsona zespół wywalczył Puchar Zdobywców Pucharów (Roger nie wystąpił w wygranym 1:0 finale z Paris Saint-Germain). W tym samym roku mógł cieszyć się także ze zdobycia Pucharu Hiszpanii. Rok później Roger osiągnął podwójny sukces – był członkiem mistrzowskiego składu (18 meczów), a także po raz drugi zdobywcą krajowego pucharu. W sezonie 1998/1999 był już tylko rezerwowym i sporadycznie pojawiał się na boisku (6 meczów), miał więc niewielki udział w wywalczeniu drugi raz z rzędu mistrzostwa Hiszpanii.
Latem 1999 Roger odszedł do lokalnego rywala Barcelony, Espanyolu. Tam osiągnął formę i był zawodnikiem pierwszego składu. Już w pierwszm sezonie wywalczył puchar kraju, który był jego trzecim w karierze. W lidze z Espanyolem nie osiągał sukcesów, ale był jednym z filarów drużyny. Po 4 latach gry w barcelońskim klubie, w 2003 roku Roger zmienił barwy klubowe i został piłkarzem Villarrealu. W pierwszym sezonie w Villarrealu miał pewne miejsce w podstawowej jedenastce i zajął z tym klubem 8. miejsce w lidze. Rok później doznał jednak ciężkiej kontuzji i tylko raz pojawił się na boisku (Villarreal zajął 3. miejsce). Do gry wrócił dopiero w sezonie 2005/2006 i wystąpił ze swoim klubem w Lidze Mistrzów, dochodząc z nim aż do półfinału (porażka w dwumeczu z Arsenalem. Klub jednak nie przedłużył z Rogerem kontraktu i latem 2006 mógł odejść za darmo.
Roger w letnim oknie transferowym wybrał holenderski AFC Ajax, z którym podpisał roczny kontrakt. W Eredivisie zadebiutował 20 sierpnia w wygranym 5:0 meczu z RKC Waalwijk. W meczu z SBV Vitesse (3:0) zdobył swojego pierwszego gola na holenderskich boiskach. Nie prezentował jednak wysokiej formy i w Ajaksie był rezerwowym. Został wicemistrzem oraz zdobył Puchar Holandii. Po sezonie zakończył karierę, by przenieść się do ojczyzny i z żoną otworzyć firmę.
| Sezon   | Klub               | Kraj      | Rozgrywki        | Mecze | Bramki |
| ------- | ------------------ | --------- | ---------------- | ----- | ------ |
| 1994/95 | FC Barcelona       | Hiszpania | Primera División | 5     | 0      |
| 1995/96 | FC Barcelona       | Hiszpania | Primera División | 33    | 5      |
| 1996/97 | FC Barcelona       | Hiszpania | Primera División | 16    | 2      |
| 1997/98 | FC Barcelona       | Hiszpania | Primera División | 18    | 0      |
| 1998/99 | FC Barcelona       | Hiszpania | Primera División | 16    | 0      |
| 1999/00 | FC Barcelona       | Hiszpania | Primera División | 6     | 0      |
| 1999/00 | Espanyol Barcelona | Hiszpania | Primera División | 30    | 4      |
| 2000/01 | Espanyol Barcelona | Hiszpania | Primera División | 29    | 2      |
| 2001/02 | Espanyol Barcelona | Hiszpania | Primera División | 24    | 1      |
| 2002/03 | Espanyol Barcelona | Hiszpania | Primera División | 31    | 9      |
| 2003/04 | Villarreal CF      | Hiszpania | Primera División | 30    | 2      |
| 2004/05 | Villarreal CF      | Hiszpania | Primera División | 1     | 0      |
| 2005/06 | Villarreal CF      | Hiszpania | Primera División | 24    | 2      |
| 2006/07 | AFC Ajax           | Holandia  | Eredivisie       | 11    | 1      |

## Kariera reprezentacyjna
W swojej karierze Roger ani razu nie wystąpił w reprezentacji Hiszpanii. Za to zagrał w 11 meczach nieoficjalnej reprezentacji Katalonii. Grał też w reprezentacji U-18, U-20 i U-21.

## Sukcesy
- Mistrzostwo Hiszpanii: 1998, 1999 z FC Barcelona
- Puchar Hiszpanii: 1997, 1998 z FC Barcelona, 2000 z Espanyolem
- Puchar Zdobywców Pucharów: 1997 z FC Barcelona